# Heike Polzin
Heike Polzin, née le 27 décembre 1955 à Wismar, est une femme politique allemande membre du Parti social-démocrate d'Allemagne (SPD).
Elle est ministre des Finances de Mecklembourg-Poméranie-Occidentale entre 2008 et 2016.

## Biographie
Elle obtient son Abitur en 1974, puis suit des études supérieures à l'Université de Greifswald, dont elle ressort quatre ans plus tard avec un diplôme de professeure d'allemand et d'art plastique.
Elle exerce ce métier jusqu'en 1998 dans la ville de Warin. Elle occupe un poste de directrice adjointe de son école à partir de 1992.

## Vie politique
Le 27 septembre 1998, elle est élue députée au Landtag de Mecklembourg-Poméranie-Occidentale et intègre pour quatre ans la commission de l'Éducation, et pour dix ans celle des Finances.
Elle devient présidente du Parti social-démocrate d'Allemagne (SPD) dans l'arrondissement du Mecklembourg-du-Nord-Ouest en 2001, puis Vice-présidente du groupe SPD au Landtag en 2002.
Cette même année, elle est désignée membre de la commission parlementaire de la Justice. Elle renonce à ses fonctions au sein de l'appareil du parti en 2007.
À la suite de l'élection d'Erwin Sellering comme ministre-président en remplacement d'Harald Ringstorff le 6 octobre 2008, Heinke Polzin est nommée ministre des Finances dans son gouvernement de grande coalition le jour même. Confirmée dans ses fonctions le 25 octobre 2011, elle en est relevée le 1er novembre 2016.